# Ben Mehidi
Ben Mehidi également typographié Ben M'Hidi ou Ban Mahdi est une commune de la wilaya d'El Tarf en Algérie.